# Common Scrambling Algorithm
Common Scrambling Algorithm (w skrócie CSA) – algorytm używany w telewizji cyfrowej DVB do szyfrowania przekazu wideo.
Specyfikacja CSA została ustalona przez ETSI i zaadaptowana oraz wdrożona przez konsorcjum DVB w maju 1994. Implementacja CSA w dużej mierze pozostała tajna do roku 2002. Dokumenty patentowe zawierały wiele wskazówek dotyczących CSA, jednak najważniejsze szczegóły pozostały tajemnicą, wśród nich budowa tzw. S-BOX-a. Bez tych informacji darmowa implementacja tego algorytmu pozostała w gronie niezrealizowanych planów. Początkowo CSA zaimplementowany był jedynie w urządzeniach elektronicznych, dlatego też niemożliwe dla większości, ze względu na koszty potrzebnej aparatury, stało się poddanie go technice inżynierii odwrotnej.
W roku 2002 wydano FreeDec, który był pierwszą, programową implementacją CSA. Pomimo tego, iż algorytm został wydany jedynie w postaci binarnej, dezasemblacja odkryła przed programistami wiele nieznanych dotąd szczegółów i pozwoliła na ponowną implementację tego algorytmu w językach programowania wysokiego poziomu.